# (3063) Macaón
(3063) Macaón es un asteroide que forma parte de los asteroides troyanos de Júpiter y fue descubierto por Liudmila Gueorguievna Karachkina desde el Observatorio Astrofísico de Crimea, en Naúchni, el 4 de agosto de 1983.

## Designación y nombre
Macaón fue designado al principio como 1983 PV.
Más tarde, en 1986, se nombró por Macaón, un personaje de la mitología griega.

## Características orbitales
Macaón orbita a una distancia media del Sol de 5,202 ua, pudiendo alejarse hasta 5,513 ua y acercarse hasta 4,891 ua. Tiene una excentricidad de 0,05974 y una inclinación orbital de 12,17 grados. Emplea en completar una órbita alrededor del Sol 4334 días.

## Características físicas
La magnitud absoluta de Macaón es 8,4. Tiene un diámetro de 116,1 km y un periodo de rotación de 8,64 horas. Se estima su albedo en 0,0476.